# علي أباد ايوراع (تشهار دولي)
علي أباد ایوراع (بالفارسية: علی‌آباد ایوراع) هي قرية تقع في إيران في Chaharduli Rural District. يقدر عدد سكانها بـ 354 نسمة .